# Breaking Benjamin
Breaking Benjamin – amerykański zespół rockowy założony w 1998 roku w Wilkes-Barre w Pensylwanii, w którym zaczęli grać jego członkowie, np. Benjamin Burnley, Jasen Rauch, Aaron Bruch i wielu innych członków. Ich muzyka to połączenie wielu stylów, m.in. hard rocka, post grunge'u i metalu alternatywnego.

## Historia

### Formacja i Saturate (1998–2003)
Breaking Benjamin powstał w 1998 roku z inicjatywy wokalisty Bena Burnleya i perkusisty Jeremy’ego Hummela. W 1999 roku zespół tymczasowo zmienił nazwę na Plan 9. Pod koniec 2000 roku przywrócono jednak jej pierwotną wersję. Do zespołu dołączyło wówczas dwóch przyjaciół Burnleya, gitarzysta Aaron Fink oraz basista Mark James Klepaski z grupy Lifer.
Breaking Benjamin zwrócił na siebie uwagę wygraną w konkursie MTV na covery. Zaowocowało to kontraktem z Universal Records. W 2001 roku po sukcesie niezależnie wydanego EP, które sprzedało się w liczbie 2000 sztuk, zespół podpisał kontrakt z Hollywood Records. 27 sierpnia 2002 roku ukazał się ich debiutancki album Saturate. Pochodzący z niego pierwszy singiel, „Polyamorous”, był dość często nadawany w lokalnych stacjach radiowych, ale nie wszedł na antenę tych rozgłośni, których słuchają miliony. Teledysk do singla powstał w dwóch wersjach: tradycyjnej, kręconej z udziałem artystów, i w postaci gry komputerowej Run Like Hell. Obydwa wideoklipy można obejrzeć w serwisie YouTube. Kolejne single, „Medicate” oraz „Skin” z albumu Saturate, wypadły nieco gorzej i nie trafiały tak często na antenę.

Logo zespołu

### We Are Not Alone (2003–2005)
Drugi album Breaking Benjamin pt. We Are Not Alone („Nie jesteśmy sami”) ukazał się 29 czerwca 2004 roku. Zawierał on singiel „So Cold”, który zajął drugie miejsce na liście przebojów United States Billboard Mainstream Rock Chart. Nakręcono do niego dwa teledyski, z czego jeden został materiałem reklamowym filmu Hellboy. Komercyjny sukces piosenki „So Cold” doprowadził album do statusu platynowego pod koniec 2005 roku. Wydano wtedy z niego jako single także utwory „Sooner or Later” oraz ponownie nagrany „Rain”, który był dostępny na późniejszych wydaniach albumu. O ile starsza wersja płyty, zawierająca klipy, doprowadziła grupę na drugie miejsce listy przebojów rockowych, o tyle późniejsza nie była tak chętnie grana na antenach stacji radiowych i nie doczekała się żadnego teledysku. W 2004 roku grupa wydała EP So Cold. Zawierał on utwory „So Cold” (wersję akustyczną), „Breakdown” oraz „Away”, jak i studyjne nagranie „Blow Me Away”, piosenki, która została wykorzystana w soundtracku gry Halo 2, a także Lady Bug. Utwór „Firefly” znalazł się na ścieżce dźwiękowej gier komputerowych WWE Wrestlemania 21, WWE Day of Reckoning oraz WWE SmackDown! vs. Raw. Później współtworzyli trasę z Evanescence, Seether i Three Days Grace.
We wrześniu 2004 roku perkusista i współzałożyciel Breaking Benjamin, Jeremy Hummel, został zwolniony z obowiązków w grupie. 28 września 2005 roku Hummel złożył pozew przeciwko pozostałym członkom Breaking Benjamin oraz jej menadżerom, oznajmiając, że nie zapłacono mu za współautorstwo tekstów. Adwokat Hummela zażądał 8 milionów dolarów zadośćuczynienia. 25 października 2006 roku na oficjalnej stronie artystów opublikowano wiadomość, że członkowie zespołu doszli z Hummelem do porozumienia. Zastąpił go Chad Szeliga, dawny perkusista grupy Switched.
9 sierpnia 2005 roku ukazał się album Killer Queen: A Tribute to Queen z 16 coverami grupy Queen nagranymi przez różnych muzyków. Można na nim znaleźć także utwór Who Wants To Live Forever wykonany przez Breaking Benjamin.

### Phobia (2005–2007)
Trzeci album zespołu, zatytułowany Phobia, wyszedł 8 kwietnia 2006 roku. Pierwszy singiel, „The Diary of Jane” został opublikowany w sieci 22 maja 2006 roku. Swoją premierę radiową miał 6 czerwca, a w serwisie Yahoo! Music 21 czerwca 2006 roku. Utwór zajął drugie miejsce na liście United States Billboard Mainstream Rock Chart. Ben Burley w stacji radiowej RockLine podkreślił, że Phobia została napisana po to, aby każdy kolejny utwór mógł być wydany jako singel. Na oficjalnej stronie zespołu ogłoszono, że następnym singlem będzie utwór „Breath”.
W połowie 2006 roku grupa zaczęła 4 trasę koncertową, głównie po wschodniej stronie Stanów Zjednoczonych, w tym w Ohio Valley. Wkrótce wyruszyła też na zachód, promując album Phobia. Kilka koncertów odwołano albo zamieniono w krótkie pokazy z powodu nakładania się rozkładów.

### Dear Agony (2009–2010)
Pod koniec lipca 2009 roku producent David Bendeth ogłosił, że pierwszy singiel z nowego albumu Dear Agony pt. „I Will Now Bow” będzie miał premierę w radiu 17 sierpnia 2009 roku, a na iTunes będzie go można kupić od 1 września. Na początku sierpnia zespół podał datę wydania albumu, 29 września 2009 roku. Utwór „I Will Not Bow” ostatecznie pojawił się na MySpace zespołu 11 sierpnia o godzinie 20:00 (02:00 czasu polskiego) i jest pierwszym singlem z albumu Dear Agony. Breaking Benjamin koncertował, wspierając album w styczniu i lutym 2010 roku z Three Days Grace i Flyleaf, a następnie z Red, Chevelle i Thousand Foot Krutch w marcu 2010 roku. W kwietniu Breaking Benjamin rozpoczął trasę koncertową z Nickelback, Shinedown i Sick Puppies podczas trasy Dark Horse Tour. Przed ostatnim koncertem Dark Horse Tour Burnley stwierdził, że jest chory i dlatego nie jest już w stanie koncertować w celu wsparcia albumu, co powoduje zawieszenie zespołu. Po tym, jak zaczęły krążyć plotki internetowe o rozpadzie zespołu, Burnley opublikował oświadczenie „oficjalnie informując wszystkich, że Breaking Benjamin nie rozpadł się”.

### Zawieszenie działalności i Shallow Bay (2010–2013)
Od sierpnia 2011 roku w związku ze sporem o nową wersję utworu „Blow Me Away” zespół przestał grać. Burnley wyrzucił z zespołu dwóch gitarzystów – Finka i Klepaskiego.

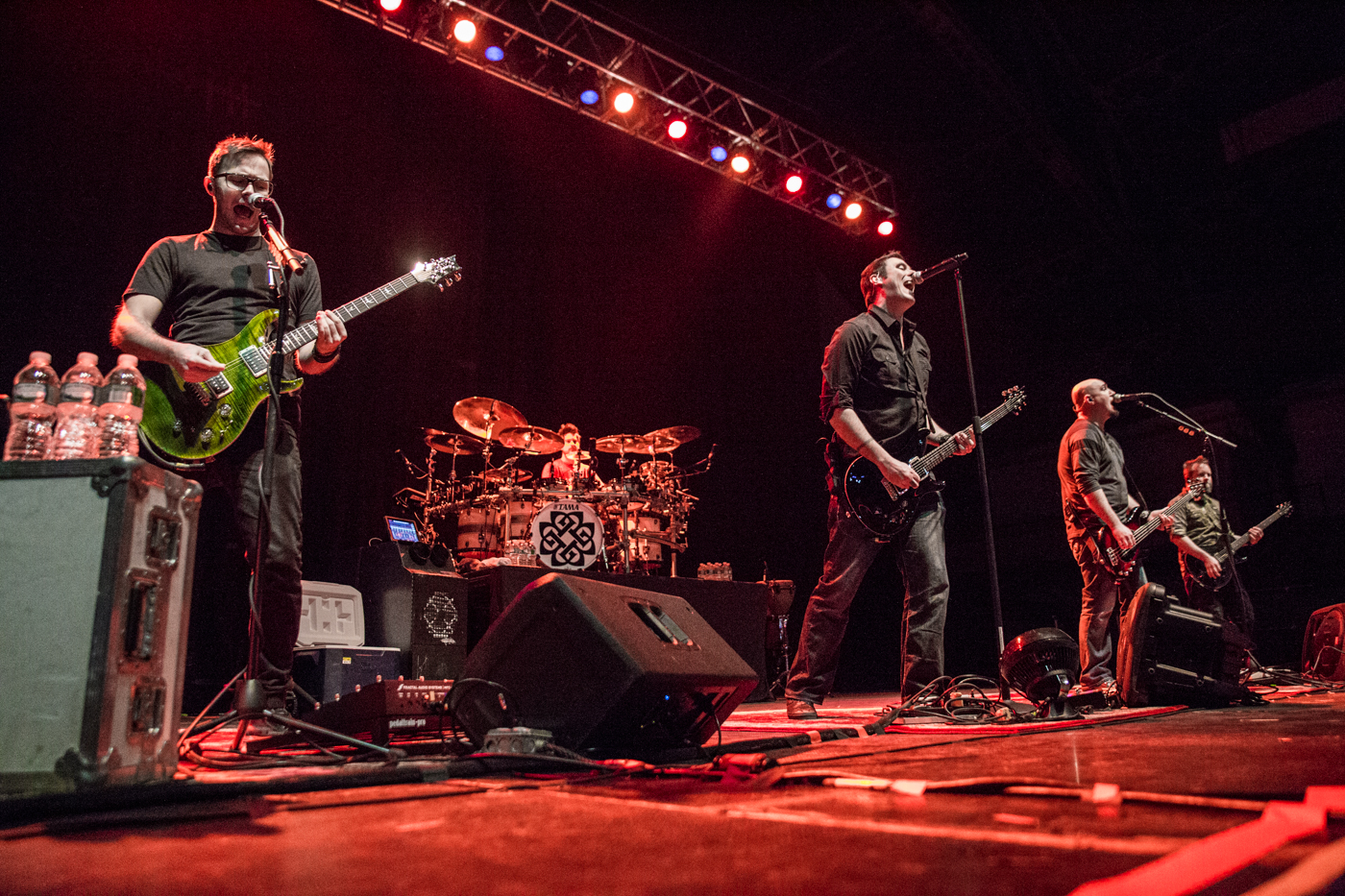
Zespół podczas koncertu w 2015 roku

### Powrót zespołu i Dark Before Dawn (2014–2016)
Na początku roku 2015 Breaking Benjamin ogłosił, że nowy album Dark Before Dawn zostanie wydany 23 czerwca 2015 roku.

### Ember i akustyczny album (2017–2018)
Na początku roku 2017 Breaking Benjamin znowu ogłosił, że najnowszy album Ember został wydany 13 kwietnia 2018 roku.

### Aurora (2018–obecnie)
Pod koniec 2018 roku Breaking Benjamin znowu ogłosił i Burnley stwierdził, że w 2019 zostanie wydany album z akustycznymi wykonaniami poprzednich utworów. W lipcu 2019 Burnley potwierdził podczas wywiadu radiowego, że nowy album akustyczny będzie zawierał współpracę Red, Underoath, Saint Asonia i Lacey Sturm.
Główna trasa zespołu w Ameryce Północnej z Chevelle i Three Days Grace trwała od 21 lipca do 25 września.
28 października 2019 roku zespół oficjalnie ogłosił album Aurora za pośrednictwem oficjalnych stron w mediach społecznościowych, z datą wydania 24 stycznia 2020 roku. Ogłosili także swoją główną trasę koncertową po Ameryce Północnej z zespołem Korn w 2020 roku. 6 grudnia 2019 zespół wydał „Far Away” z udziałem Scootera Warda z Cold, pierwszego singla albumu Aurora. 10 stycznia 2020 zespół wydał akustyczną wersję „Red Cold River” z udziałem Spencera Chamberlaina z Underoath.

## Muzycy
| Obecny skład zespołu - Benjamin Burnley – wokal prowadzący, gitara rytmiczna (od 1998) - Aaron Bruch – gitara basowa, wokal wspierający (od 2014) - Keith Wallen – gitara rytmiczna, wokal wspierający (od 2014) - Jasen Rauch – gitara prowadząca, programowanie (od 2014) - Shaun Foist – perkusja, programowanie (od 2014) Muzycy koncertowi - Kevin Soffera – perkusja, instrumenty perkusyjne (2004) - Ben „BC” Vaught – perkusja, instrumenty perkusyjne (2004–2005) | Byli członkowie zespołu - Aaron Fink – gitara prowadząca (1998, 2001–2011) - Nick Hoover – gitara basowa (1998) - Chris Lightcap – perkusja, instrumenty perkusyjne (1998) - Jeremy Hummel – perkusja, instrumenty perkusyjne (1999–2004) - Jason Davoli (Plan 9) – gitara basowa (2000) - Jonathan „Bug” Price – gitara basowa (2001) - Mark Klepaski – gitara basowa (2001–2011) - Chad Szeliga – perkusja, instrumenty perkusyjne (2005–2013) |

## Dyskografia

### Albumy
| Tytuł            | Dane dot. albumu                                      | Pozycja na liście | Pozycja na liście | Pozycja na liście | Pozycja na liście | Certyfikat                                |
| Tytuł            | Dane dot. albumu                                      | USA               | UK                | NZL               | AUS               | Certyfikat                                |
| ---------------- | ----------------------------------------------------- | ----------------- | ----------------- | ----------------- | ----------------- | ----------------------------------------- |
| Saturate         | - Data: 27 sierpnia 2002 - Wydawca: Hollywood Records | 136               | –                 | –                 | –                 |                                           |
| We Are Not Alone | - Data: 29 czerwca 2004 - Wydawca: Hollywood Records  | 20                | –                 | 14                | –                 | - USA: platynowa płyta - NZL: złota płyta |
| Phobia           | - Data: 8 sierpnia 2006 - Wydawca: Hollywood Records  | 2                 | –                 | 16                | –                 | - USA: platynowa płyta                    |
| Dear Agony       | - Data: 29 września 2009 - Wydawca: Hollywood Records | 4                 | –                 | 22                | –                 | - USA: złota płyta                        |
| Dark Before Dawn | - Data: 23 czerwca 2015 - Wydawca: Hollywood Records  | 1                 | 34                | 11                | 11                |                                           |
| Ember            | - Data: 13 kwietnia 2018 - Wydawca: Hollywood Records | 3                 | 35                | 25                | 9                 |                                           |

### Kompilacje
| Tytuł                                      | Dane dot. albumu                                      | Pozycja na liście |
| Tytuł                                      | Dane dot. albumu                                      | USA               |
| ------------------------------------------ | ----------------------------------------------------- | ----------------- |
| Shallow Bay: The Best Of Breaking Benjamin | - Data: 16 sierpnia 2011 - Wydawca: Hollywood Records | 22                |
| Aurora                                     | - Data: 24 stycznia 2020 - Wydawca: Hollywood Records |                   |

### EP
| Tytuł                     | Dane dot. albumu                                       |
| ------------------------- | ------------------------------------------------------ |
| Breaking Benjamin EP      | - Data: 2001 - Wydawca: wydanie własne                 |
| Breaking Benjamin Live EP | - Data: 29 czerwca 2004 - Wydawca: Hollywood Records   |
| So Cold EP                | - Data: 23 listopada 2004 - Wydawca: Hollywood Records |